# Méchant (fiction)
Pour les articles homonymes, voir Méchant.

Stéréotype du méchant portant un haut-de-forme, un costume noir (signes suspects de richesse) et une moustache en guidon, figure familière des mélodrames classiques et du cinéma muet.

Un méchant est, dans un récit de fiction, un personnage incarnant le mal ou agissant comme tel. Doté de méchanceté, il sert d'antagoniste au héros ou aux personnages de jeu vidéo.
Dans la littérature, le cinéma, le méchant est souvent l'incarnation d'un stéréotype. Certains stéréotypes féminins pourront être ainsi détournés afin de caractériser un personnage dans sa méchanceté, telle que la laideur permettant d'opposer les personnages de femmes méchantes avec les héroïnes dans les films d'animation et les contes.

#### Contexte général
- Histoire du théâtre
- Histoire du cinéma
- Histoire du jeu vidéo
- Histoire de la littérature
- Histoire du cinéma d'animation